# Epilacja laserowa

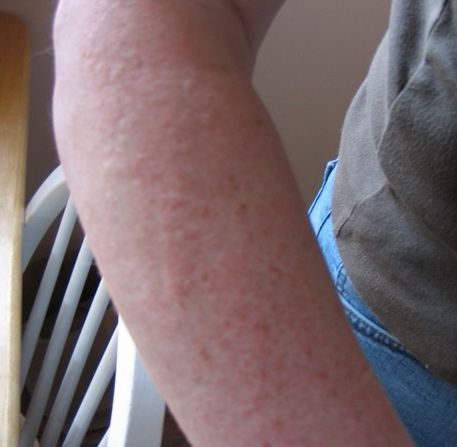
Przedramię 4 godziny po zabiegu

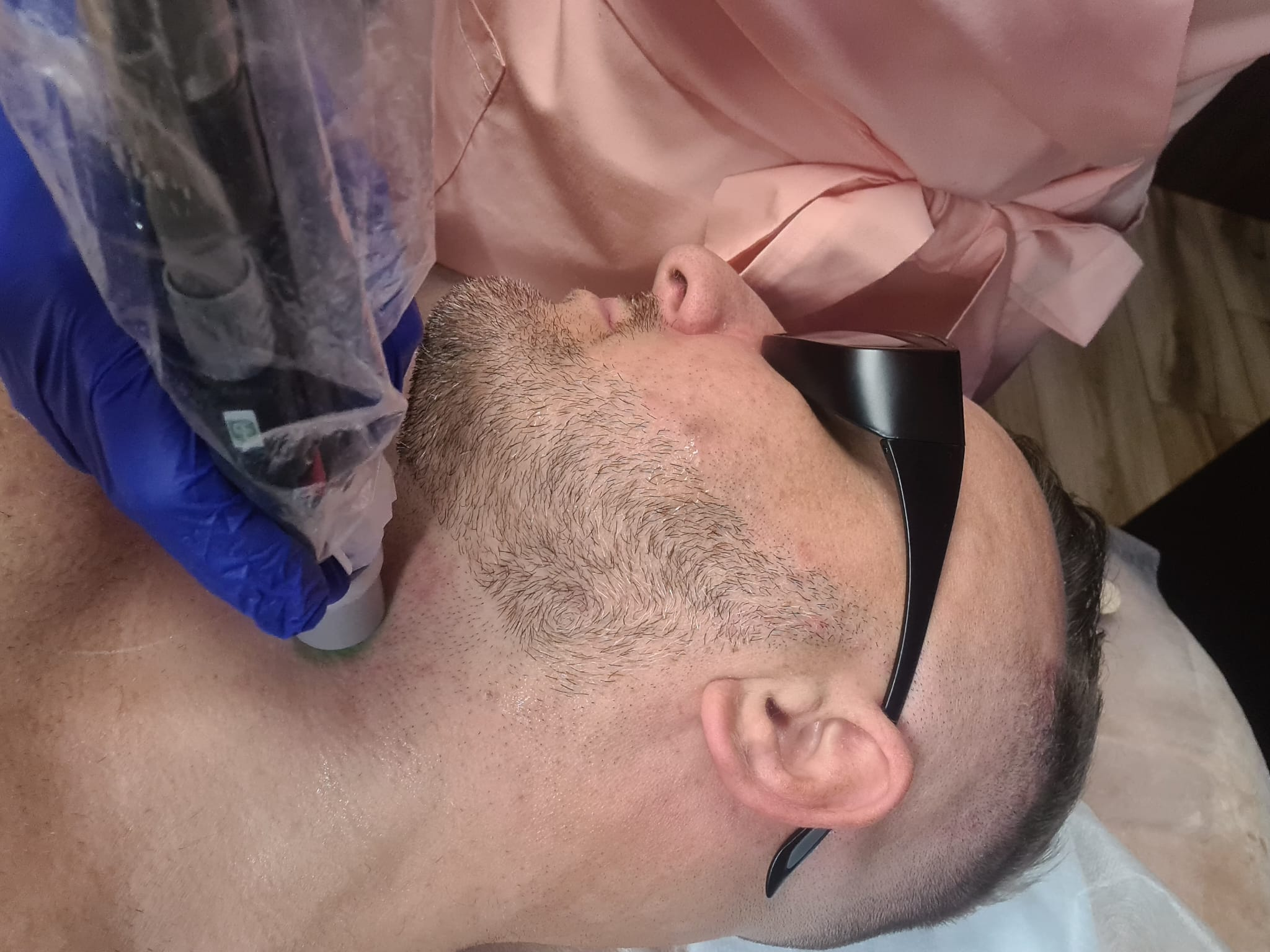
Depilacja laserowa szyi, laserem aleksandrytowym

Epilacja laserowa – usuwanie niepożądanego owłosienia za pomocą wiązki światła lasera, która wnika głęboko w skórę, niszcząc cebulkę włosa wraz z jej korzeniami. Jedna z fizycznych metod redukcji zbędnego owłosienia, podczas której wykorzystywane jest światło,  czyli obok depilacji IPL jest jednym z rodzajów fotodepilacji. Energia, która jest wytwarzana przez laser, pochłaniana jest przez barwnik włosa (melaninę), która następnie zmienia się w energię termiczną i niszczy nieodwracalnie cebulkę włosa w procesie tak zwanej fototermolizy selektywnej, w której efekcie następuje uwęglenie komórek macierzystych włosa. Warunkiem uzyskania zadowalających efektów jest dobór odpowiedniej mocy i czasu trwania impulsu, które są zależne od rodzaju skóry i włosów oraz systematyczne powtarzanie zabiegów w odstępie 4–10 tygodni. Powtarzanie sesji zabiegowych jest konieczne ze względu na to, że laser oddziałuje wyłącznie na włosy znajdujące się w fazie wzrostu.

## Mechanizm działania
Lasery stosowane w depilacji powodują miejscowe uszkodzenie materii o ciemniejszej barwie - melaniny w obszarze, który jest odpowiedzialny za wzrost włosa, czyli w mieszku włosowym, nie ogrzewając przy tym reszty skóry. Melanina jest głównym chromoforem dla obecnie stosowanych laserów depilujących. Melaniny są polimerami, których skład chemiczny zależy przede wszystkim od natury substratu i warunków lokalnych, w jakich te substancje powstają. Melaniny naturalnie występują w organizmie i nadają kolor skórze oraz włosom. We włosach występują dwa rodzaje melaniny: eumelanina, nadająca kolor brązowy lub czarny, i feomelanina, będąca pigmentem o zabarwieniu żółtoczerwonym. Ze względu na efekt selektywnej absorpcji fotonów światła laserowego najlepsze efekty uzyskiwane są dla włosów o zabarwieniu czarnym lub brązowym.

## Historia
Po raz pierwszy włosy ze skóry za pomocą lasera zaczęto usuwać na początku lat 60. XX wieku. Ówczesne narzędzia były jednak niedokładne i miały za długą falę lasera, co uszkadzało pigment włosa, nie usuwając go – uszkadzały natomiast skórę. W latach 70. naukowcy skonstruowali kolejny model, który jednak był na tyle duży i nieporęczny, że nie znalazł zastosowania w dermatologii i kosmetyce. W roku 1983 Oshiro i Maruyama skonstruowali laser o odpowiedniej długości fali i odpowiednim czasie trwania impulsu, dzięki czemu można było usuwać włosy, zachowując nienaruszoną skórę. Z kolei Anderson i Parrish stworzyli laser YAG, który jako pierwszy został zatwierdzony przez amerykańską Agencję Żywności i Leków. Ówczesne urządzenie usuwało włosy jedynie na trzy miesiące.

## Zabieg
Pierwszy zabieg depilacji laserowej poprzedzony jest konsultacją. Kosmetolog przeprowadza wywiad, ocenia stan i typ skóry oraz włosa, gdyż od tych czynników uzależnione jest prawidłowe dobranie parametrów lasera. U pacjentów, u których nie ma przeciwwskazań do wykonania zabiegu, wykonuje się próbę laserową.
Osoba, u której ma być przeprowadzony zabieg, musi spełnić kilka warunków. Najważniejszym z nich jest, aby nie opalała się przynajmniej na 14 dni do miesiąca przed planowanym zabiegiem, osoba przeprowadzająca zabieg oceni stan skóry. Poza tym skóra w obrębie depilowanej powierzchni nie może być sucha ani podrażniona; nie można stosować kremów depilujących na tydzień przed zabiegiem; nie można stosować kremów ani maści zawierających witaminy A i C, retinol, izotretynoinę lub kwasy owocowe w miejscu depilowanej powierzchni na około 4 tygodnie przed każdym planowanym zabiegiem, leków uczulających na słońce, herbatek ziołowych zawierających dziurawiec lub nagietek.
Po zabiegu naturalnym objawem jest obrzęk lub zaczerwienienie depilowanego obszaru skóry, które ustępują po kilku godzinach lub do 2–4 dni. W tym czasie skórę należy traktować bardzo delikatnie. Bezpośrednio po zabiegu nie stosować mydła, spirytusu, toników na bazie dezodorantów, ciało należy myć żelem bezmydłowym, tonikiem lub mleczkiem bezalkoholowym, ewentualnie czystą wodą; nie wolno stosować dezodorantów ani antyperspirantów (jeżeli depilacja dotyczyła pach), zamiast tego można stosować zasypkę lub kremy z alantoiną lub dekspantenolem. Po myciu skórę należy delikatnie osuszać, nie trzeć, nie drażnić w inny sposób; preparaty o działaniu złuszczającym można stosować dopiero po upływie przynajmniej dwóch tygodni od zabiegu. Miejsc depilowanych przez dwa tygodnie po zabiegu nie można też opalać.
Kolejne zabiegi depilacyjne należy powtarzać co 4–8 tygodni (zależnie od części ciała i cech indywidualnych), aż do uzyskania odpowiedniego efektu.

## Przeciwwskazania
Przeciwwskazaniami do stosowania zabiegu są:

- ciąża
- świeża opalenizna (także solarium)
- kremy z retinolem
- przyjmowanie retinoidów lub innych leków światłouczulających
- duża skłonność do przebarwień
- przyjmowanie ziół
- stosowanie leków przeciwzakrzepowych
- bielactwo
- łuszczyca
- cukrzyca
- padaczka
- bliznowiec
- depilacja woskiem, pęsetą lub depilatorem
- kolor włosów (jasne, siwe i rude nie reagują na światło lasera)
- peeling
- aktywne infekcje skórne
- rozrusznik serca
- fotodermatozy
- choroby pęcherzowe skóry
- niedawne zabiegi chirurgiczne

## Skutki uboczne
Skutkiem ubocznym może być zmiana w zabarwieniu skóry. W miejscach depilowanych mogą pojawić się ciemniejsze lub jaśniejsze plamy. U osób o ciemnej karnacji mogą pojawić się oparzenia i/lub pęcherze.